# Морита, Хироюки
Хироюки́ Мо́рита (яп. 森田 宏幸 Морита Хироюки, родился 26 июня 1964 года в префектуре Фукуока, Япония) — японский аниматор и режиссёр. Он работал аниматором над такими проектами, как «Акира» и «Люпен III». Наиболее известен как режиссёр аниме-фильма студии Гибли «Возвращение кота», а также как аниматор ключевых кадров аниме «Мои соседи Ямада» и аниматор промежуточных кадров «Ведьмина служба доставки». Кроме того, он был режиссёром эпизода и художником по раскадровке «Тэнти — Лишний! Тэнти Навсегда! (фильм третий)».
Морита также был режиссёром аниме Bokurano, которое было снято по манге Мохиры Кито.

## Фильмография

### Аниматор
- Акира (1988) — ассистент
- Люпен III: Похищение статуи Свободы (1989) — аниматор ключевых кадров
- Ведьмина служба доставки (1989) — аниматор промежуточных кадров
- Летопись войн острова Лодосс (1990) — аниматор
- Старик Зет (1991) — аниматор ключевых кадров
- Лети, кит по имени Пик! (1991) — аниматор ключевых кадров
- Беги, Мелос! (1992) — аниматор ключевых кадров
- Юнкерс, ко мне! (1994) — аниматор ключевых кадров
- Киски оружейницы (1995) — аниматор
- Воспоминания о будущем (1995) — аниматор
- Тэнти — Лишний! Тэнти Влюблен (фильм первый) (1996) — аниматор, дизайнер совмещения
- Спригган (1998) — аниматор ключевых кадров
- Идеальная грусть (1998) — аниматор
- Тэнти — Лишний! Тэнти Навсегда! (фильм третий) (1999) — аниматор ключевых кадров
- Мои соседи Ямада (1999) — аниматор
- Технолайз (2003) — аниматор ключевых кадров
- Великий день Коро (2002) — аниматор ключевых кадров
- Призрак в доспехах: Невинность (2004) — аниматор ключевых кадров
- Сказания Земноморья (2006) — аниматор ключевых кадров
- Афросамурай: Воскрешение (2009) — аниматор ключевых кадров
- Новый Дораэмон (фильм пятый) Нобита и великая битва русалок (2010) — аниматор ключевых кадров
- Новый Дораэмон (фильм шестой) Нобита и Стальное Войско — Крылатые Ангелы (2011) — аниматор ключевых кадров
- Стальной алхимик (фильм второй) Священная звезда Милоса (2011) — аниматор ключевых кадров

### Режиссёр
- Золотой парень (1995) — режиссёр эпизода, раскадровка
- Тэнти — Лишний! Тэнти Навсегда! (фильм третий) (1999) — режиссёр эпизода
- Возвращение кота (2002)
- Bokurano (2007)